# Baselios Thomas I
Baselios Thomas I (ur. 22 lipca 1929 w Puthencruz, zm. 31 października 2024 w Koczinie) – duchowny Syryjskiego Kościoła Ortodoksyjnego, głowa Malankarskiego Syryjskiego Kościoła Ortodoksyjnego, od 2002 Katolikos Indii. Sakrę otrzymał 24 lutego 1974 roku i został biskupem Angamali. 23 lipca 2002 r. ogłoszony został Katolikosem Indii stając na czele Kościoła.